# Maumusson-Laguian
Pour les articles homonymes, voir Maumusson.
Maumusson-Laguian (Maumusson e Laguian en gascon) est une commune française située dans l'ouest du département du Gers, en région Occitanie. Sur le plan historique et culturel, la commune est dans le pays de Rivière-Basse, un territoire qui s’allonge dans la moyenne vallée de l’Adour, à l’endroit où le fleuve marque un coude entre Bigorre et Gers.
Exposée à un climat océanique altéré, elle est drainée par le Bergons, le Saget et par divers autres petits cours d'eau.
Maumusson-Laguian est une commune rurale qui compte 143 habitants en 2022, après avoir connu un pic de population de 416 habitants en 1846. Ses habitants sont appelés les Maumussonnais ou Maumussonnaises.

## Géographie

### Localisation
La commune est limitrophe du département des Hautes-Pyrénées. Elle est située en bordure de Viella. Elle comporte 165 habitants et est tourné vers la culture de la vigne du vignoble de Madiran.

### Communes limitrophes
Les communes limitrophes sont Saint-Lanne, Riscle, Viella et Aubous.
|        | Riscle                        |        |
| Viella | Maumusson-Laguian             | Cannet |
|        | Saint-Lanne (Hautes-Pyrénées) |        |

### Géologie et relief
Maumusson-Laguian se situe en zone de sismicité 2 (sismicité faible).

### Hydrographie

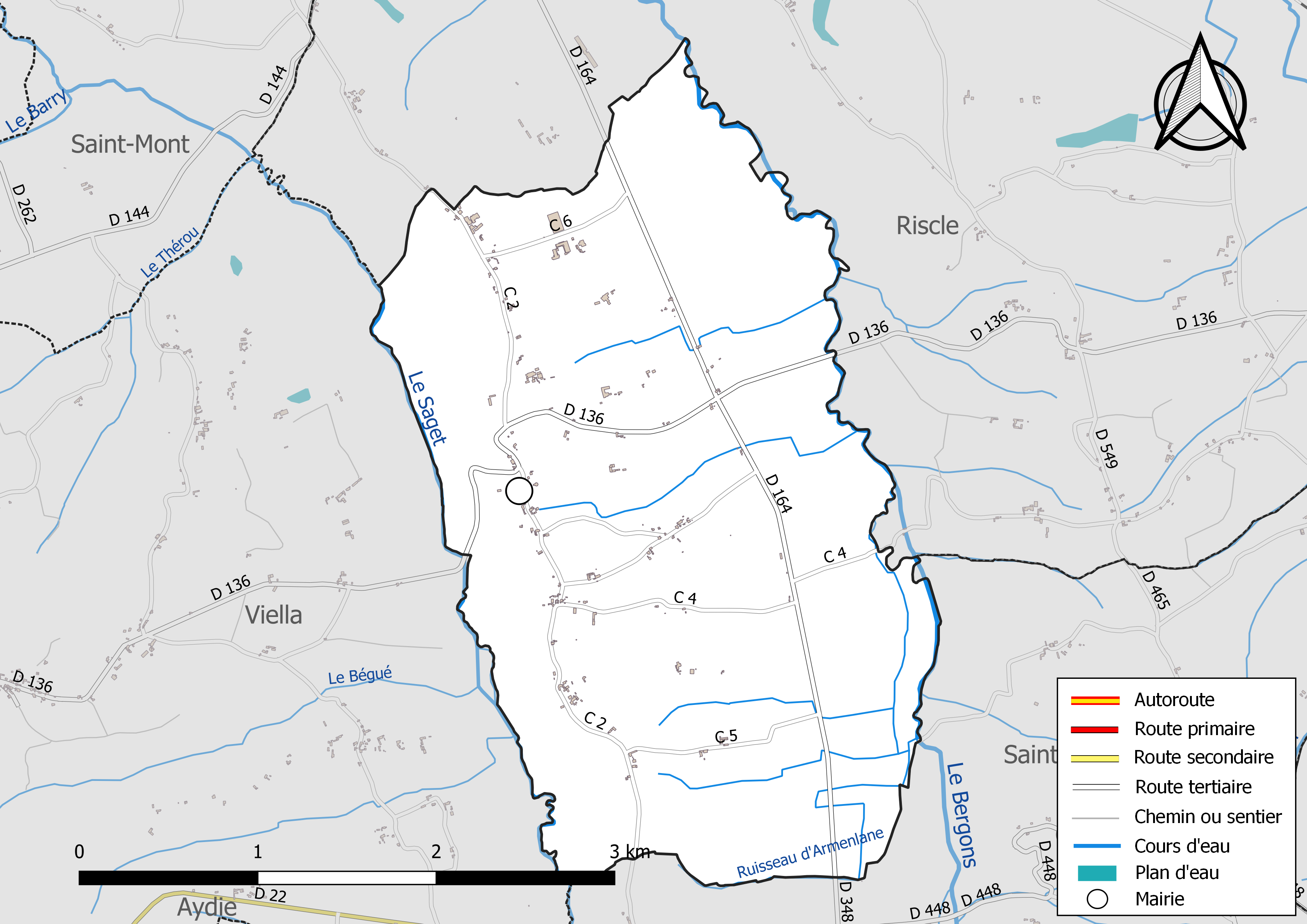
Réseaux hydrographique et routier de Maumusson-Laguian.

La commune est dans le bassin de l'Adour, au sein du bassin hydrographique Adour-Garonne. Elle est drainée par le Bergons, le Saget, un bras du Saget, le ruisseau d'Armenlane et par divers petits cours d'eau, qui constituent un réseau hydrographique de 13 km de longueur totale,.
Le Bergons, d'une longueur totale de 25,1 km, prend sa source dans la commune de Moncaup et s'écoule vers le nord. Il traverse la commune et se jette dans l'Adour à Saint-Mont, après avoir traversé 9 communes.
Le Saget, d'une longueur totale de 18,7 km, prend sa source dans la commune de Crouseilles et s'écoule vers le nord. Il traverse la commune et se jette dans l'Adour à Saint-Mont, après avoir traversé 10 communes.

### Climat
Pour des articles plus généraux, voir Climat de l'Occitanie et Climat du Gers.
En 2010, le climat de la commune est de type climat méditerranéen altéré, selon une étude s'appuyant sur une série de données couvrant la période 1971-2000. En 2020, Météo-France publie une typologie des climats de la France métropolitaine dans laquelle la commune est exposée à un climat océanique altéré et est dans la région climatique Aquitaine, Gascogne, caractérisée par une pluviométrie abondante au printemps, modérée en automne, un faible ensoleillement au printemps, un été chaud (19,5 °C), des vents faibles, des brouillards fréquents en automne et en hiver et des orages fréquents en été (15 à 20 jours).
Pour la période 1971-2000, la température annuelle moyenne est de 13,5 °C, avec une amplitude thermique annuelle de 14,8 °C. Le cumul annuel moyen de précipitations est de 1 036 mm, avec 11 jours de précipitations en janvier et 7,4 jours en juillet. Pour la période 1991-2020, la température moyenne annuelle observée sur la station météorologique installée sur la commune est de 14,1 °C et le cumul annuel moyen de précipitations est de 1 021,5 mm,. Pour l'avenir, les paramètres climatiques de la commune estimés pour 2050 selon différents scénarios d'émission de gaz à effet de serre sont consultables sur un site dédié publié par Météo-France en novembre 2022.
| Mois                                  | jan.             | fév.             | mars          | avril         | mai           | juin         | jui.            | août           | sep.          | oct.          | nov.          | déc.            | année      |
| ------------------------------------- | ---------------- | ---------------- | ------------- | ------------- | ------------- | ------------ | --------------- | -------------- | ------------- | ------------- | ------------- | --------------- | ---------- |
| Température minimale moyenne (°C)     | 2,9              | 3                | 5,4           | 7,6           | 11,1          | 14,3         | 16,1            | 16,1           | 13            | 10,1          | 6             | 3,6             | 9,1        |
| Température moyenne (°C)              | 6,7              | 7,5              | 10,6          | 12,9          | 16,5          | 19,8         | 21,8            | 22             | 18,9          | 15,2          | 10,1          | 7,4             | 14,1       |
| Température maximale moyenne (°C)     | 10,6             | 12,1             | 15,7          | 18,2          | 21,8          | 25,3         | 27,4            | 27,8           | 24,7          | 20,4          | 14,2          | 11,3            | 19,1       |
| Record de froid (°C) date du record   | −17,5 08.01.1985 | −11,4 02.02.1963 | −9,4 01.03.05 | −2,2 04.04.22 | 1 05.05.19    | 5,4 01.06.06 | 8,5 03.07.1979  | 6,1 30.08.1986 | 3 20.09.1977  | −2,9 16.10.09 | −8 23.11.1988 | −11,5 25.12.01  | −17,5 1985 |
| Record de chaleur (°C) date du record | 22,6 01.01.22    | 27 27.02.19      | 29,3 29.03.23 | 31,5 30.04.05 | 34,7 30.05.01 | 40 18.06.22  | 40,2 08.07.1982 | 41,5 26.08.10  | 38,6 12.09.22 | 34,7 04.10.04 | 27 01.11.20   | 23,7 24.12.1983 | 41,5 2010  |
| Précipitations (mm)                   | 98,2             | 76               | 80,3          | 97,3          | 97,2          | 80,4         | 59,7            | 64,6           | 72            | 81,5          | 114,4         | 99,9            | 1 021,5    |

### Milieux naturels et biodiversité
Aucun espace naturel présentant un intérêt patrimonial n'est recensé sur la commune dans l'inventaire national du patrimoine naturel,,.

## Urbanisme

### Typologie
Au 1er janvier 2024, Maumusson-Laguian est catégorisée commune rurale à habitat très dispersé, selon la nouvelle grille communale de densité à sept niveaux définie par l'Insee en 2022.
Elle est située hors unité urbaine et hors attraction des villes,.

### Occupation des sols
L'occupation des sols de la commune, telle qu'elle ressort de la base de données européenne d’occupation biophysique des sols Corine Land Cover (CLC), est marquée par l'importance des territoires agricoles (92,5 % en 2018), une proportion identique à celle de 1990 (92,5 %). La répartition détaillée en 2018 est la suivante :
terres arables (60,6 %), cultures permanentes (19,7 %), zones agricoles hétérogènes (12,2 %), forêts (7,5 %). L'évolution de l’occupation des sols de la commune et de ses infrastructures peut être observée sur les différentes représentations cartographiques du territoire : la carte de Cassini (XVIIIe siècle), la carte d'état-major (1820-1866) et les cartes ou photos aériennes de l'IGN pour la période actuelle (1950 à aujourd'hui).

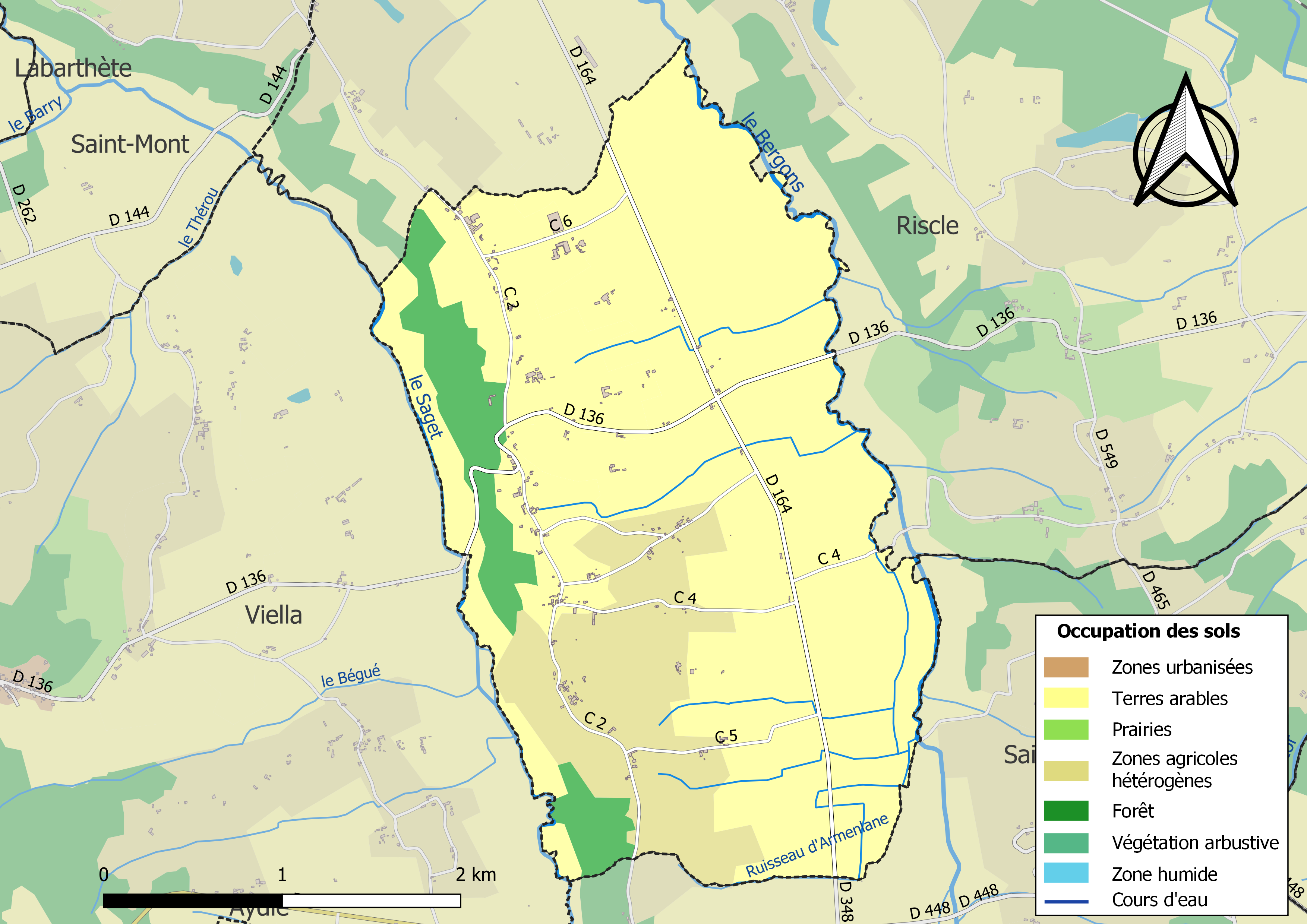
Carte des infrastructures et de l'occupation des sols de la commune en 2018 (CLC).

### Voies de communication et transports
Depuis janvier 2024, un service de transport à la demande (TAD) est mis en place par la Communauté de Communes Armagnac Adour.
La commune est traversée par les départementales 136 et 164.

### Risques majeurs
Le territoire de la commune de Maumusson-Laguian est vulnérable à différents aléas naturels : météorologiques (tempête, orage, neige, grand froid, canicule ou sécheresse) et séisme (sismicité faible). Un site publié par le BRGM permet d'évaluer simplement et rapidement les risques d'un bien localisé soit par son adresse soit par le numéro de sa parcelle.

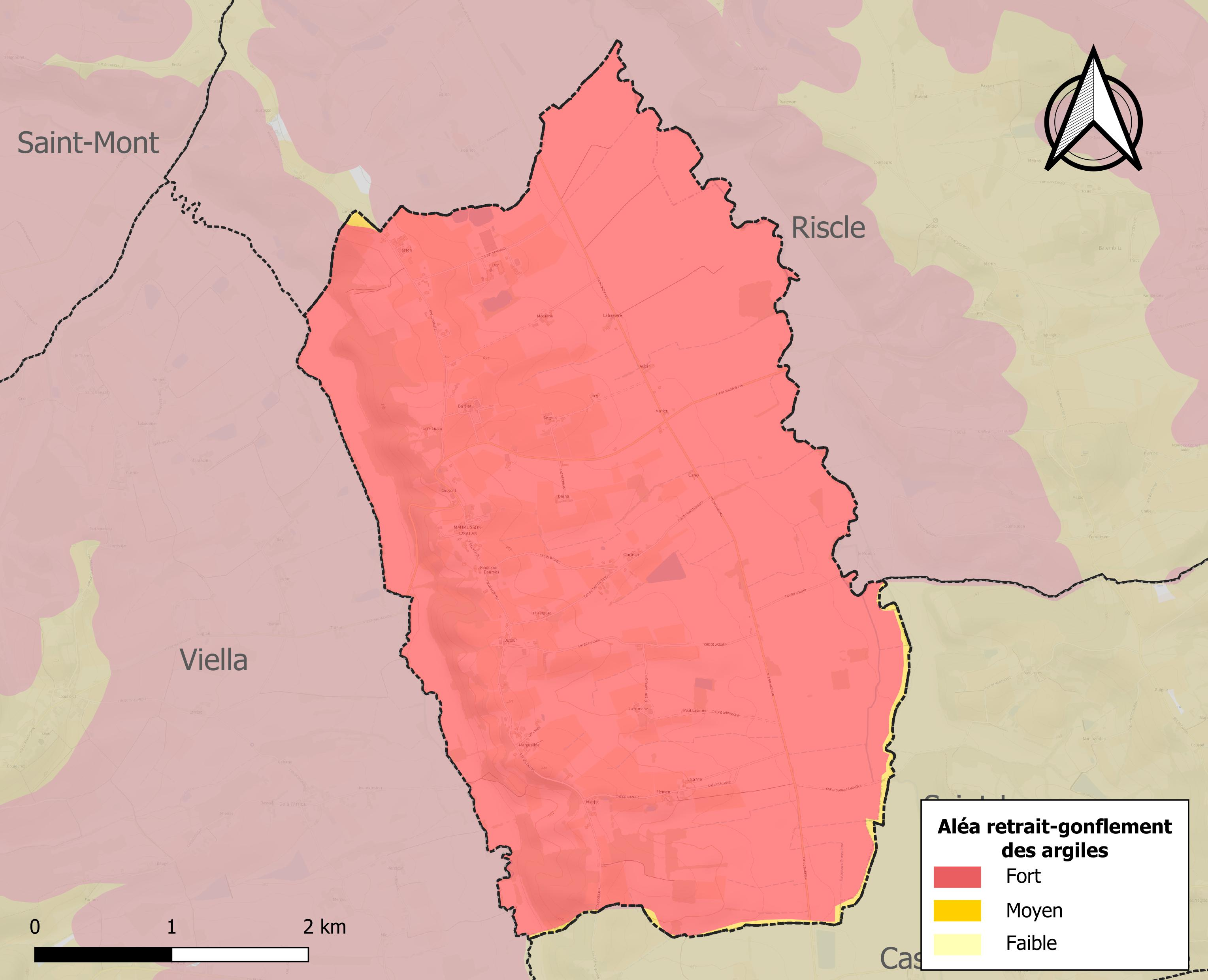
Carte des zones d'aléa retrait-gonflement des sols argileux de Maumusson-Laguian.

Le retrait-gonflement des sols argileux est susceptible d'engendrer des dommages importants aux bâtiments en cas d’alternance de périodes de sécheresse et de pluie. La totalité de la commune est en aléa moyen ou fort (94,5 % au niveau départemental et 48,5 % au niveau national). Sur les 91 bâtiments dénombrés sur la commune en 2019, 91 sont en aléa moyen ou fort, soit 100 %, à comparer aux 93 % au niveau départemental et 54 % au niveau national. Une cartographie de l'exposition du territoire national au retrait gonflement des sols argileux est disponible sur le site du BRGM,.
Par ailleurs, afin de mieux appréhender le risque d’affaissement de terrain, l'inventaire national des cavités souterraines permet de localiser celles situées sur la commune.
La commune a été reconnue en état de catastrophe naturelle au titre des dommages causés par les inondations et coulées de boue survenues en 1999 et 2009. Concernant les mouvements de terrains, la commune a été reconnue en état de catastrophe naturelle au titre des dommages causés par la sécheresse en 1989 et 2017 et par des mouvements de terrain en 1999.

## Toponymie
Le nom de la commune vient du regroupement des villages de Maumusson et de Laguian en 1826.
Concernant Laguian, la première mention de ce nom apparait en 1405 sous le toponyme "Guyano" qui se transforme progressivement avec le temps en "Laguyan" puis enfin en "Laguian".

## Histoire

### Préhistoire
Les premières traces humaines sur la commune ont été retrouvé au lieu-dit "Maupéou". À cet endroit, il a été retrouvé des Coup-de-poing (outil de pierre taillée caractéristique des périodes anciennes de la Préhistoire) datant de - 400 000 à - 200 000 avant notre ère.
Il a également été retrouvé des traces de fondation d'un ancien camp fortifié sur le plateau de Clarac. Ce qui laisse penser qu'un village était implanté ici vers - 6000 avant notre ère.

### Antiquité
La période Gallo-romaine est beaucoup moins visible que ce soit dans les sources historiques ou d'un point de vue archéologique. Aucune trace de villa romaine n'a été retrouvée sur la commune à ce jour. Cependant, d'après les auteurs André Dartigues et Stéphane Granier, les chemins et les routes de la commune sont typiques de l'organisation agricole romaine. Les auteurs formulent l'hypothèse que le territoire de l'actuelle commune appartenait à une propriété agricole, une villa qui pourrait se situer à Madiran ou Riscle.
Le territoire de la commune serait resté sous influence Gallo-romaine jusqu'au IIe ou IIIe siècle après notre ère.
Après cette période, différents peuples vont laisser quelques traces comme les Vascons ou encore les Wisigoths sans qu'il y ait pour autant d'implantation pérenne.

### Moyen Âge
Concernant le Moyen Âge, on manque cruellement de sources pour éclairer cette période. On sait qu'il y avait des regroupements de petits hameaux comme les quartiers Labranche, Clarac, Barréjat ou encore Teston.
En 1405, on peut trouver la première mention de la seigneurie de Laguian sous le toponyme "Guyano" qui se transforme progressivement avec le temps en "Laguyan" puis enfin en "Laguian". Sur le territoire de Laguian existe alors un modeste château en terre et en bois vers le XIIIe siècle. Ce château fut rebâti aux alentours des années 1580-1600 par un certain Jean Duffaur alors seigneur de Laguian. Au XVIIIe siècle, la seigneurie de Laguian appartient au comte de Viella jusqu'à la Révolution française. Cependant, le château tomba progressivement en ruine avant d'être démoli vers la fin du XVIIIe siècle.
On sait que c'est au XIe siècle, que Laguian fut fondé autour de son église. Cette église persistera jusqu'en 1847 avant d'être vendue et démolie.
Pour ce qui est du château de Maumusson, on retrouve très peu d'informations sur son histoire. On sait qu'il a été l'objet de nombreuses reconstructions. À cette période, le nom de Jean de Maumusson revient assez souvent pour avoir tenu une place politique influente dans la région aux alentours de 1450. Il est également mention dans les sources d'une chapelle au château de Maumusson en 1554 qui servait alors aussi de lieu de rassemblement pour les consuls (conseillers municipaux).
On peut noter la présence de carrières sur la commune à cette période qui ont connu une certaine prospérité au XVIIe siècle comme les carrières de Tailleurguet, du château (au couvent) ou encore du Duguet. Certaines de ces carrières persisteront jusqu'en 1950.
Au XVIe siècle, la famille Médrano, originaire d'Espagne, s'installe au château vers 1550. La seigneurie de Maumusson restera aux mains des Médrano jusqu'en 1713. En effet, c'est à cette date que la famille se retrouve sans héritier mâle et que la famille De Laverie prend le pouvoir.

### Temps modernes
En 1713, c'est la famille De Laverie qui succède à la famille Médrano à la tête de Maumusson. Cette période est marquée par des tensions entre les habitants et la famille De Laverie qui intente de nombreux procès contre les Maumussonnais.
En 1741, on recense 28 foyer à Maumusson et 33 à Laguian.
Au moment de la Révolution française, le château de Maumusson est vendu comme bien national en 1795. Cependant, le château revient dans les mains de la famille De Laverie car c'est alors Charlotte De Laverie qui rachète le château. En 1825, Charlotte De Laverie et son mari Matthieu Louit entreprennent des travaux conséquent dans le château. Ce dernier est de nouveau restauré par Matthieu Louit et son fils Antoine Louit en 1840 avec l'ajout du chai, des écuries, des granges et de la façade sud du château. En 1826, le château compte 30 hectares de vignes et 120 hectares de terres.
Par la suite, Antoine Louit devient un personnage politique important de la commune de Maumusson en étant maire à plusieurs reprises entre 1830 et 1867.

### Époque contemporaine
L'année 1826 marque un tournant dans l'histoire de la commune puisque c'est à cette date que les deux petites communes de Maumusson et de Laguian se réunisse pour former Maumusson-Laguian. C'est dans un contexte de suppressions de petites commune par l'administration du pays pour former des territoires plus grand que ce rassemblement s'opère.

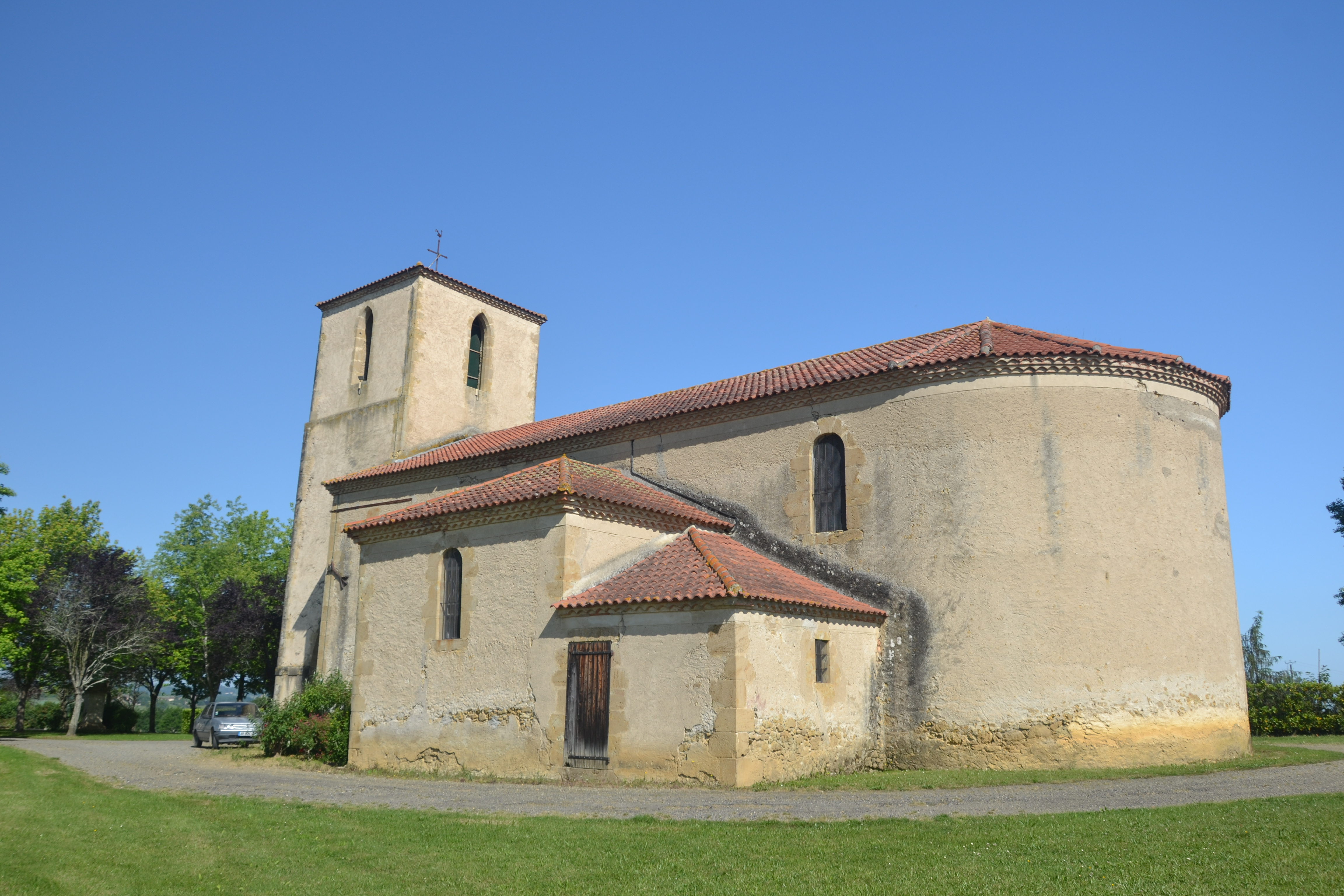
L'église de Maumusson-Laguian

Il est alors rapidement décidé de construire un nouveau lieu de culte commun. Dès 1835 des plans et des devis sont réalisés. Un terrain est acheté au centre de la nouvelle commune. Cette nouvelle église est alors financée par la vente des églises de Laguian et de Maumusson, des emprunts, une subvention de l'état et d'un impôt extraordinaire. La nouvelle église est terminée en 1844. Un presbytère est construit en 1858 (Il est vendu à un particulier en 1966). L'église fera l'objet de nombreux travaux au cours du XXe siècle : l'électrification en 1948, le mur du cimetière est refait en 1952, la toiture en 1971 et 1990 puis l'électrification du clocher en 1975.
En 1886, l'école-mairie voit le jour. L'école persistera jusqu'en 2016 date à laquelle l'école est définitivement fermé.
Il a également existé une autre école à Maumusson-Laguian. En effet, en 1884, Mme Lafitte fait construire une imposante demeure près du centre du village. Elle servira d'école privée pour filles jusqu'en 1933. La bâtisse passera dans différentes mains au cours du XXe siècle et appartient aujourd'hui à Guy Capmartin.
Au cours du XXe siècle on peut noter la présence de 2 épiciers sur la commune à la maison Dutour et Monblanc. On compte aussi deux débits de boissons à Monblanc et Laréole.
En 1930, une agence postale est mise en place et perdurera jusqu'à ce que la commune de Riscle prenne le relai en 1975.
En 1932, la commune est électrifiée et l'eau courante est mis en place en 1957.
En 1945 a lieu la première fête locale.

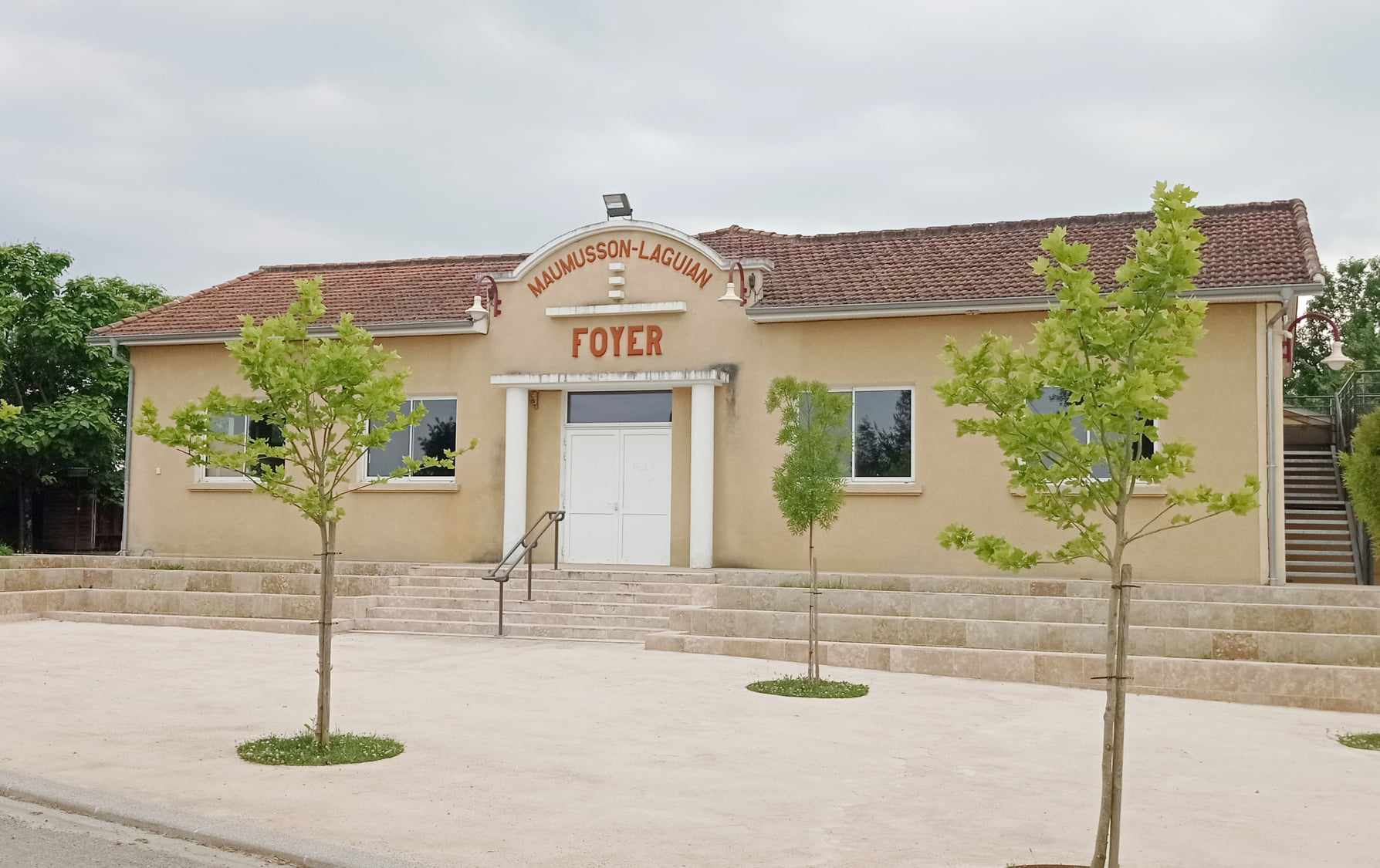
Le foyer rural de Maumusson-Laguian en 2024

Le 12 mai 1957, le foyer rural est inauguré et accueillera de nombreuses manifestation locales comme du théâtre, des lotos, des banquets, des bals ou encore des réunions de diverses associations. Au cours des années 1980, le foyer est considérablement agrandi.
Encore aujourd'hui, le comité des fêtes reste actif avec l'organisation de la fête du village tous les ans. Le foyer est aussi utilisé pour des bals et autres activités culturelles ou professionnelles.

## Politique et administration

### Liste des maires

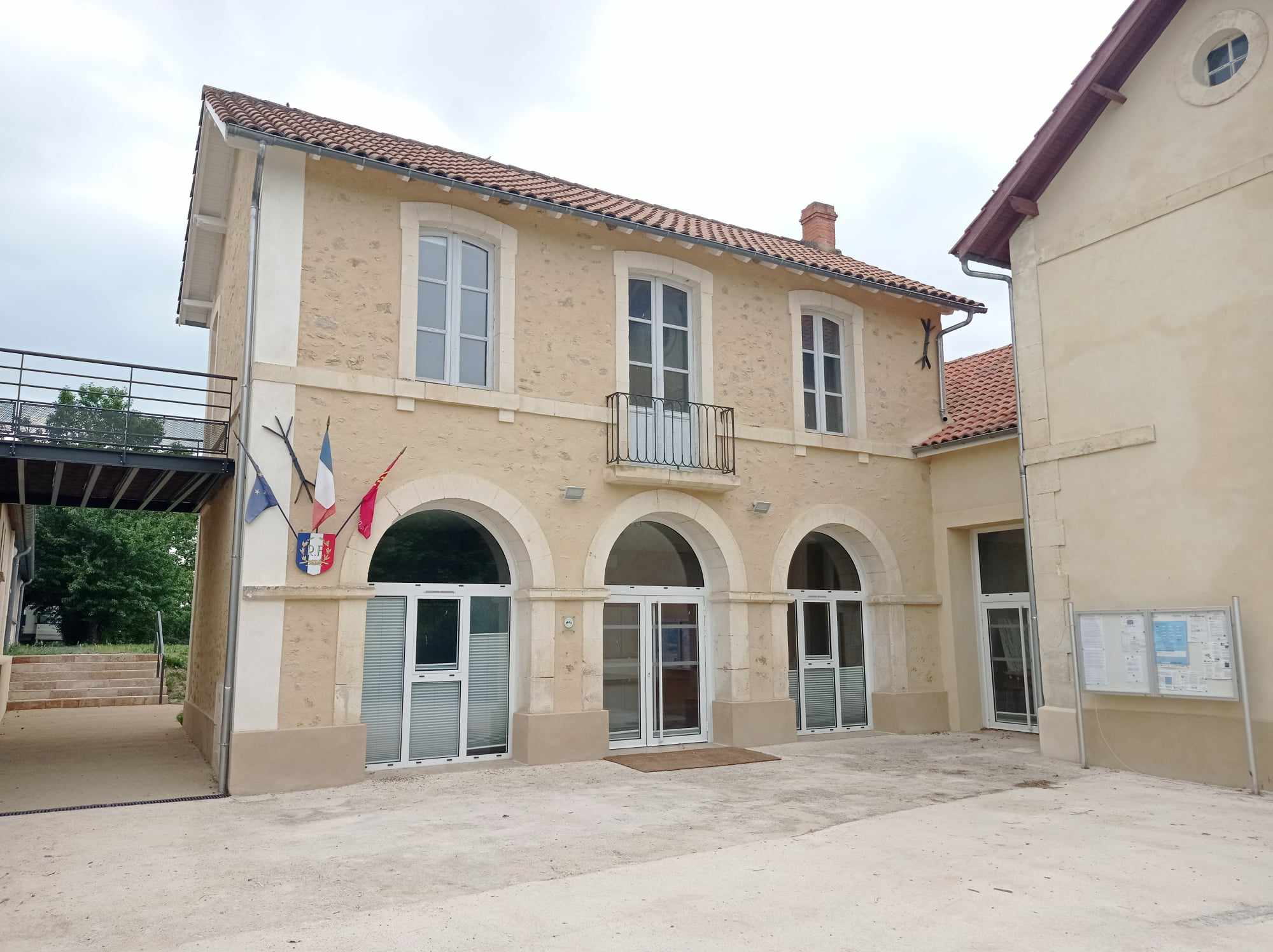
La mairie de Maumusson-Laguian en 2024

| Période                                  | Période  | Identité      | Étiquette | Qualité     |
| ---------------------------------------- | -------- | ------------- | --------- | ----------- |
| mars 2001                                | En cours | Guy Capmartin | DVD       | Agriculteur |
| Les données manquantes sont à compléter. |          |               |           |             |

## Population et société

### Démographie
L'évolution du nombre d'habitants est connue à travers les recensements de la population effectués dans la commune depuis 1793. Pour les communes de moins de 10 000 habitants, une enquête de recensement portant sur toute la population est réalisée tous les cinq ans, les populations de référence des années intermédiaires étant quant à elles estimées par interpolation ou extrapolation. Pour la commune, le premier recensement exhaustif entrant dans le cadre du nouveau dispositif a été réalisé en 2008.

En 2022, la commune comptait 143 habitants, en évolution de +1,42 % par rapport à 2016 (Gers : +1,04 %, France hors Mayotte : +2,11 %).
| 1793 | 1800 | 1806 | 1821 | 1831 | 1841 | 1846 | 1851 | 1856 |
| ---- | ---- | ---- | ---- | ---- | ---- | ---- | ---- | ---- |
| 188  | 149  | 194  | 220  | 402  | 404  | 416  | 381  | 357  |

| 1861 | 1866 | 1872 | 1876 | 1881 | 1886 | 1891 | 1896 | 1901 |
| ---- | ---- | ---- | ---- | ---- | ---- | ---- | ---- | ---- |
| 340  | 349  | 374  | 384  | 364  | 354  | 350  | 342  | 341  |

| 1906 | 1911 | 1921 | 1926 | 1931 | 1936 | 1946 | 1954 | 1962 |
| ---- | ---- | ---- | ---- | ---- | ---- | ---- | ---- | ---- |
| 331  | 311  | 275  | 252  | 254  | 273  | 252  | 256  | 240  |

| 1968 | 1975 | 1982 | 1990 | 1999 | 2006 | 2008 | 2013 | 2018 |
| ---- | ---- | ---- | ---- | ---- | ---- | ---- | ---- | ---- |
| 202  | 182  | 174  | 163  | 165  | 157  | 155  | 146  | 148  |

| 2022 | - | - | - | - | - | - | - | - |
| ---- | - | - | - | - | - | - | - | - |
| 143  | - | - | - | - | - | - | - | - |

### Enseignement
Il n'y a pas d'école à Maumusson-Laguian.
L'école publique a fermé définitivement en 2016.

### Santé
Il n'y a pas de docteur sur la commune. Les médecins les plus proche sont sur la commune de Riscle ou Plaisance-du-Gers

### Cultes
L'église catholique de Maumusson-Laguian date de 1844. Elle appartient à la paroisse Saint Benoît de l'Adour et du Léez (Riscle).

## Économie

### Emploi
|                | 2008  | 2013  | 2018  |
| -------------- | ----- | ----- | ----- |
| Commune        | 2,2 % | 2,4 % | 5,6 % |
| Département    | 6,1 % | 7,5 % | 8,2 % |
| France entière | 8,3 % | 10 %  | 10 %  |

En 2018, la population âgée de 15 à 64 ans s'élève à 90 personnes, parmi lesquelles on compte 78,9 % d'actifs (73,3 % ayant un emploi et 5,6 % de chômeurs) et 21,1 % d'inactifs,. Depuis 2008, le taux de chômage communal (au sens du recensement) des 15-64 ans est inférieur à celui de la France et du département.
La commune est hors attraction des villes,. Elle compte 85 emplois en 2018, contre 105 en 2013 et 119 en 2008. Le nombre d'actifs ayant un emploi résidant dans la commune est de 70, soit un indicateur de concentration d'emploi de 121,8 % et un taux d'activité parmi les 15 ans ou plus de 57,3 %.
Sur ces 70 actifs de 15 ans ou plus ayant un emploi, 32 travaillent dans la commune, soit 46 % des habitants. Pour se rendre au travail, 71,4 % des habitants utilisent un véhicule personnel ou de fonction à quatre roues, 14,3 % s'y rendent en deux-roues, à vélo ou à pied et 14,3 % n'ont pas besoin de transport (travail au domicile).

### Activités hors agriculture

#### Secteurs d'activités
22 établissements sont implantés à Maumusson-Laguian au 31 décembre 2019. Le tableau ci-dessous en détaille le nombre par secteur d'activité et compare les ratios avec ceux du département,.
Le secteur du commerce de gros et de détail, des transports, de l'hébergement et de la restauration est prépondérant sur la commune puisqu'il représente 31,8 % du nombre total d'établissements de la commune (7 sur les 22 entreprises implantées à Maumusson-Laguian), contre 27,7 % au niveau départemental.

#### Entreprises et commerces
La commune fait partie des zones d'appellation d'origine contrôlée (AOC) du madiran, du pacherenc-du-vic-bilh, du béarn et des côtes de Gascogne.

Vignobles à Maumusson-Laguian
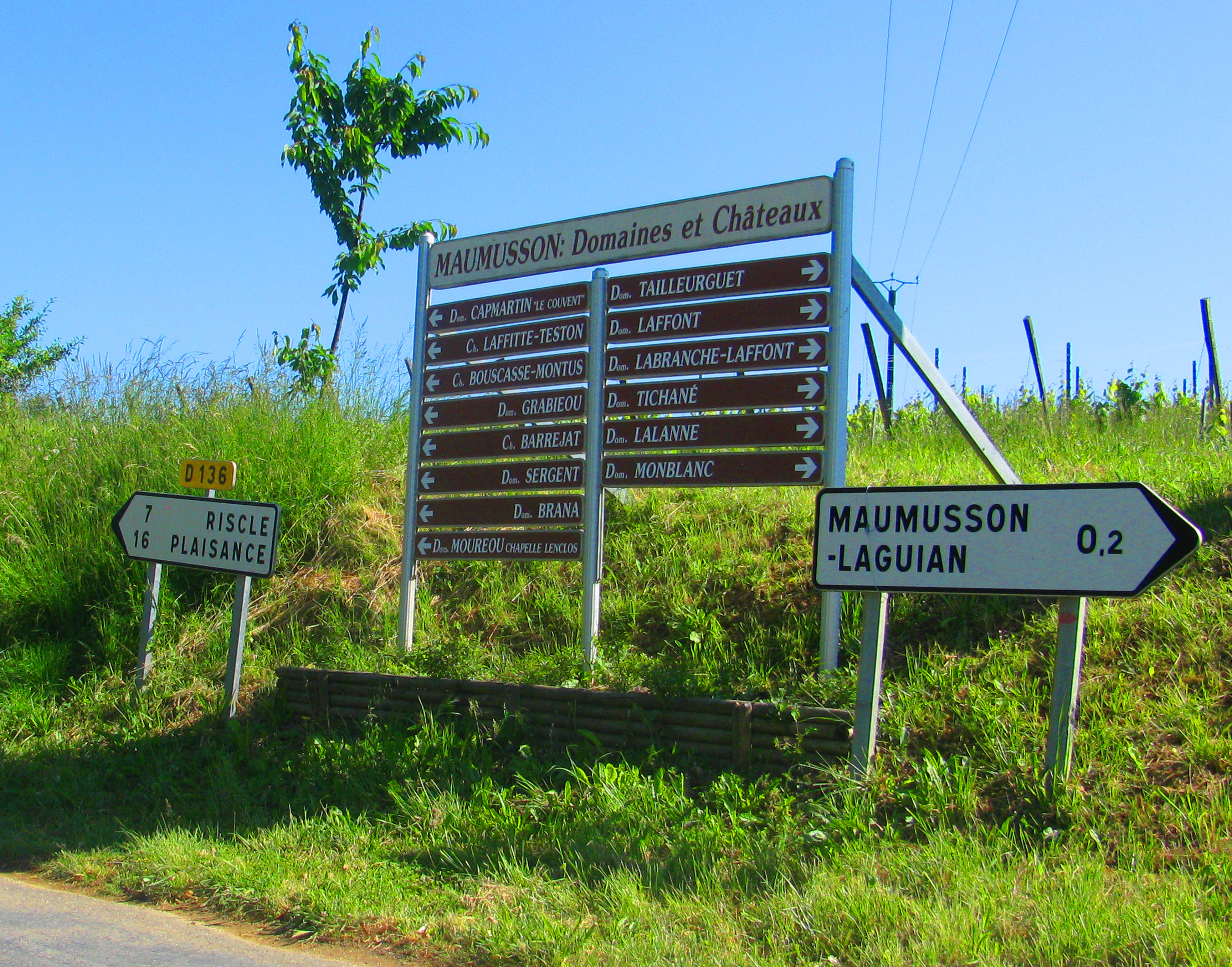
Panneaux routiers et de domaines viticoles.
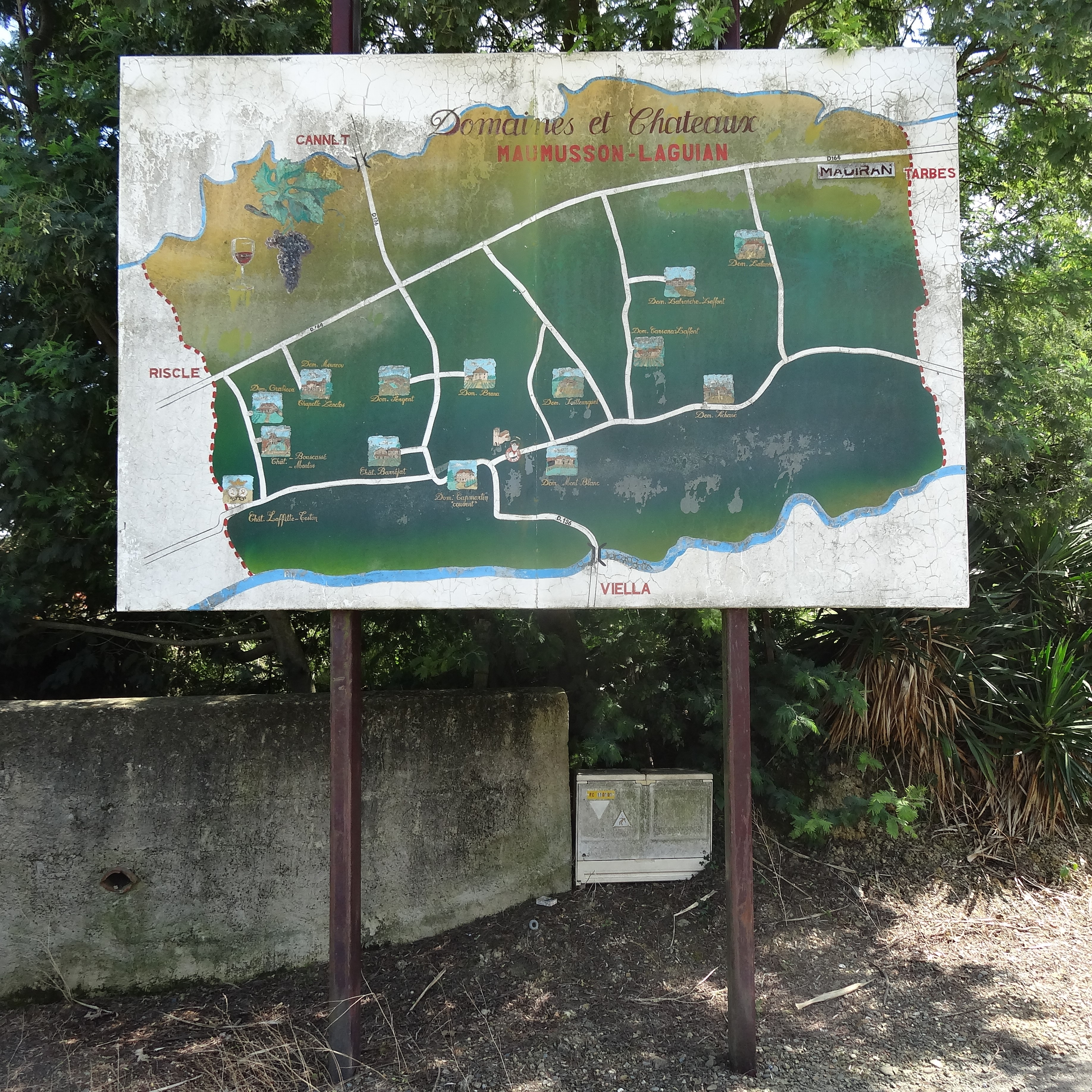
Plan des domaines et châteaux.
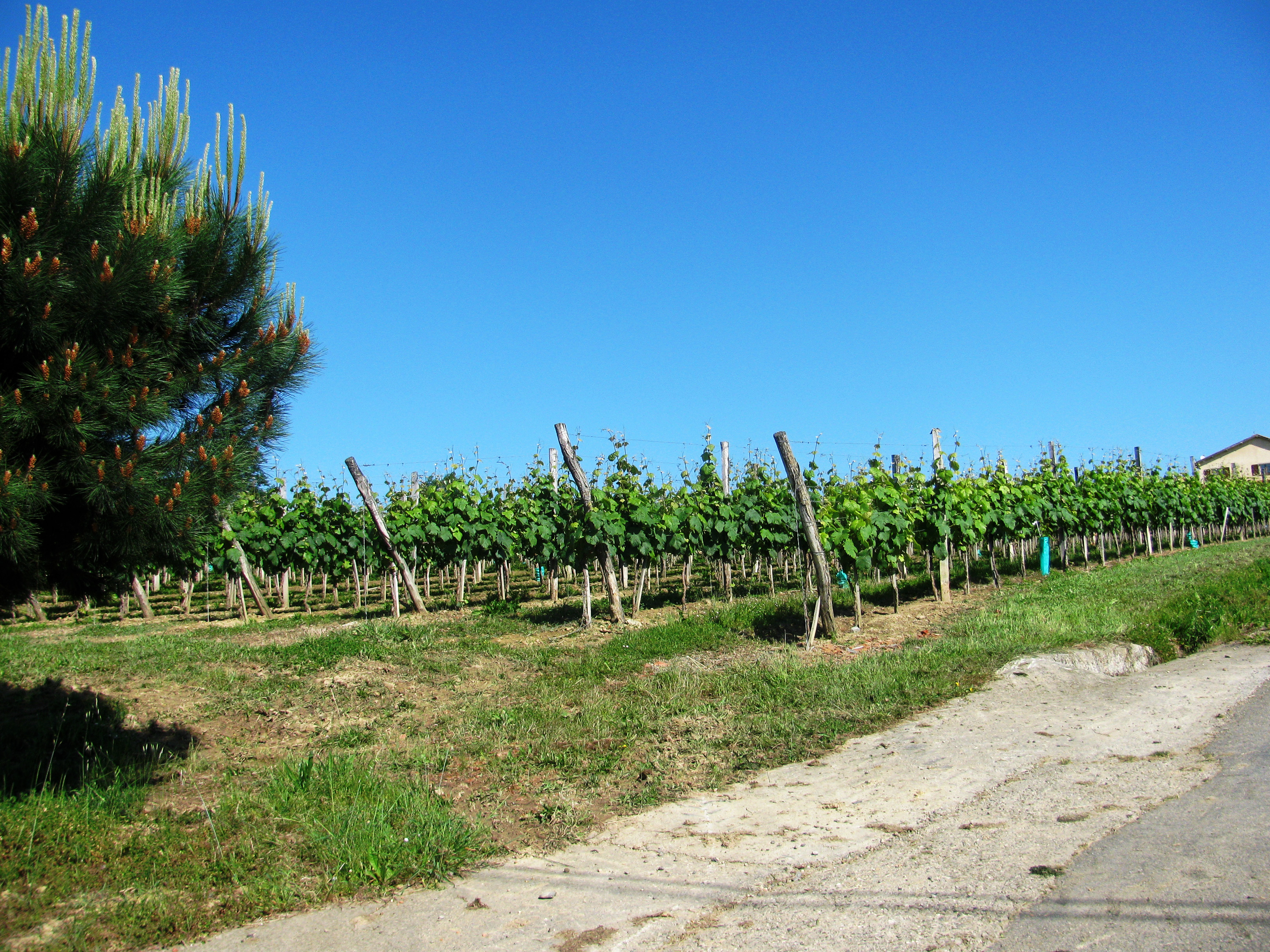
Vignoble de l'AOC Béarn.
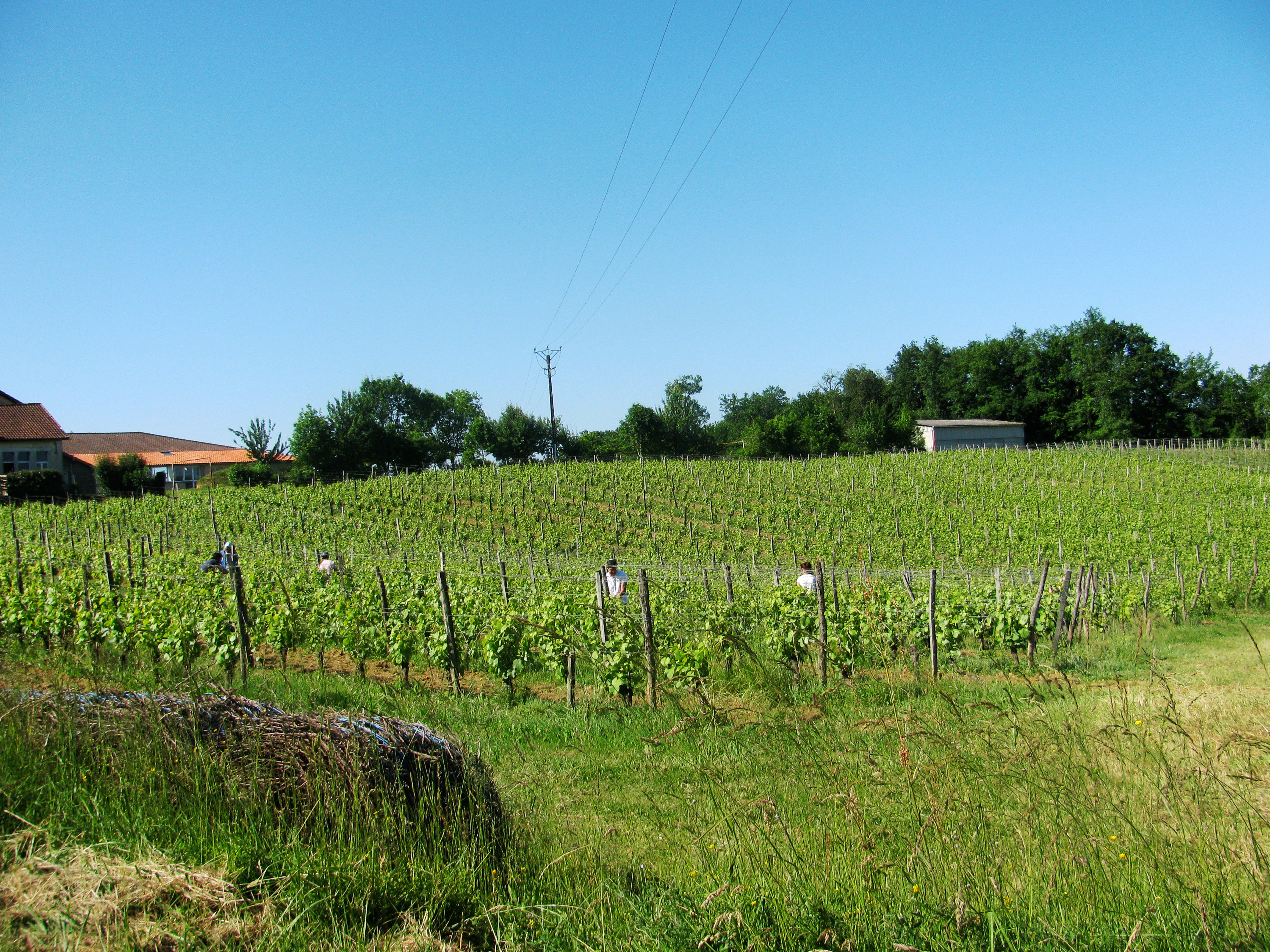
AOC Pacherenc-du-vic-bilh.
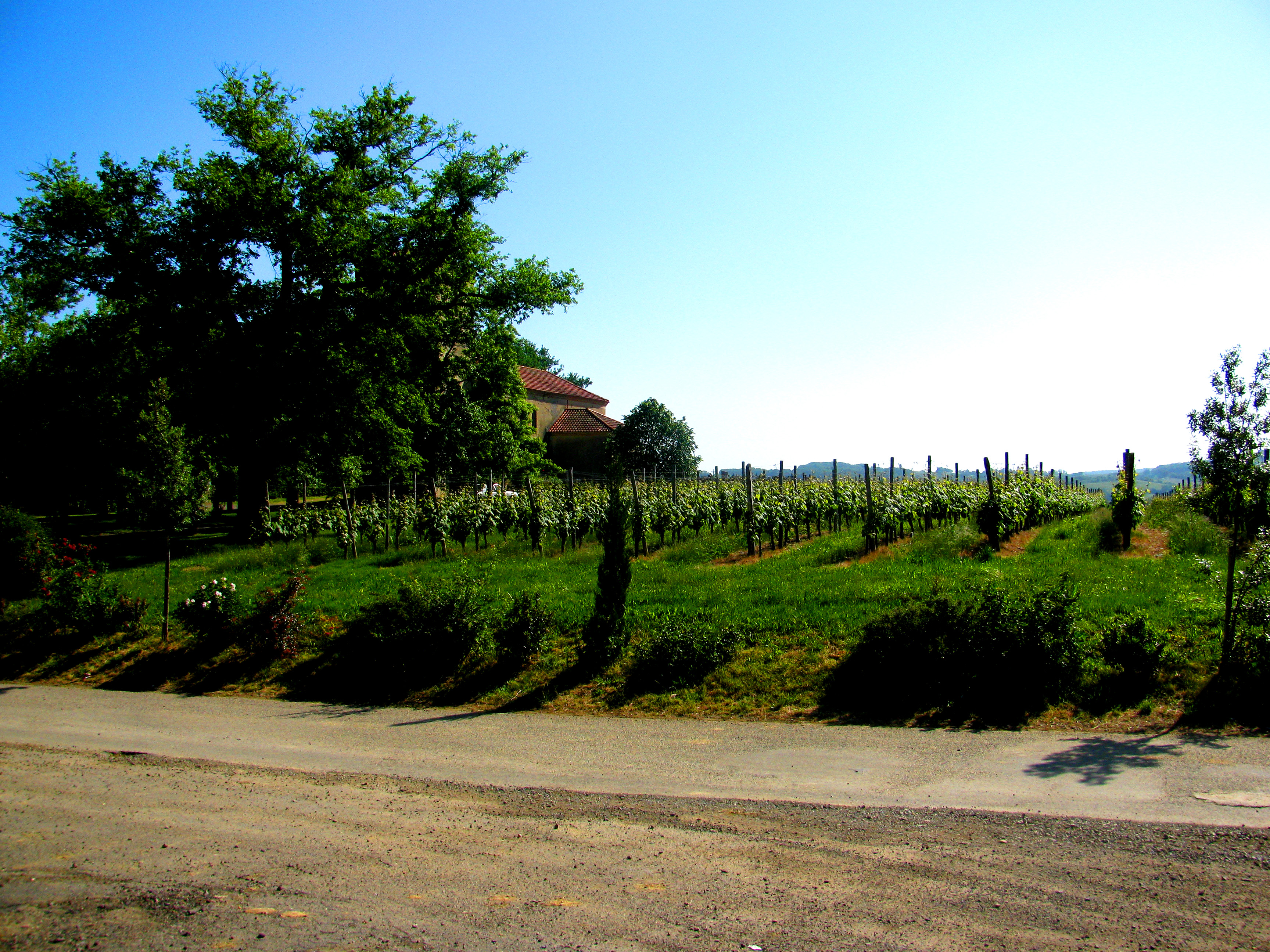
AOC madiran.
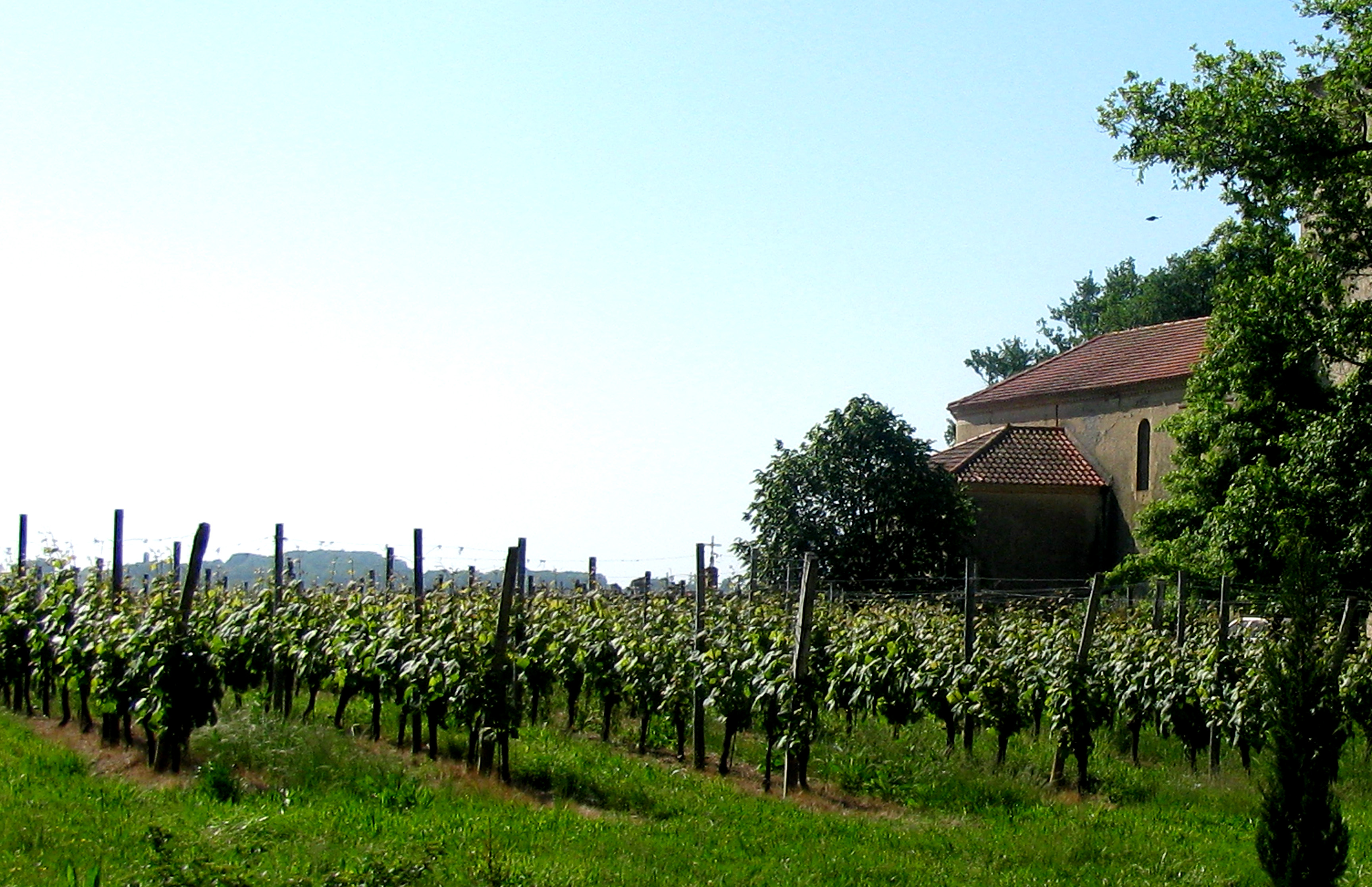
Gros plan sur une vigne de l'AOC Madiran.

### Agriculture
La commune est dans le « Vic Bilh », une petite région agricole couvrant un très petit territoire (deux communes) à l'ouest du département du Gers. En 2020, l'orientation technico-économique de l'agriculture  sur la commune est la viticulture.
|               | 1988 | 2000  | 2010 | 2020 |
| ------------- | ---- | ----- | ---- | ---- |
| Exploitations | 26   | 22    | 17   | 13   |
| SAU (ha)      | 926  | 1 109 | 656  | 707  |

Le nombre d'exploitations agricoles en activité et ayant leur siège dans la commune est passé de 26 lors du recensement agricole de 1988  à 22 en 2000 puis à 17 en 2010 et enfin à 13 en 2020, soit une baisse de 50 % en 32 ans. Le même mouvement est observé à l'échelle du département qui a perdu pendant cette période 51 % de ses exploitations,. La surface agricole utilisée sur la commune a également diminué, passant de 926 ha en 1988 à 707 ha en 2020. Parallèlement la surface agricole utilisée moyenne par exploitation a augmenté, passant de 36 à 54 ha.

## Culture locale et patrimoine

### Lieux et monuments
- L'église Notre-Dame de Maumusson ne date que de 1844. Elle possède un ange gardien et un saint Jean-Baptiste du XVIIIe siècle ;

L'église Notre Dame
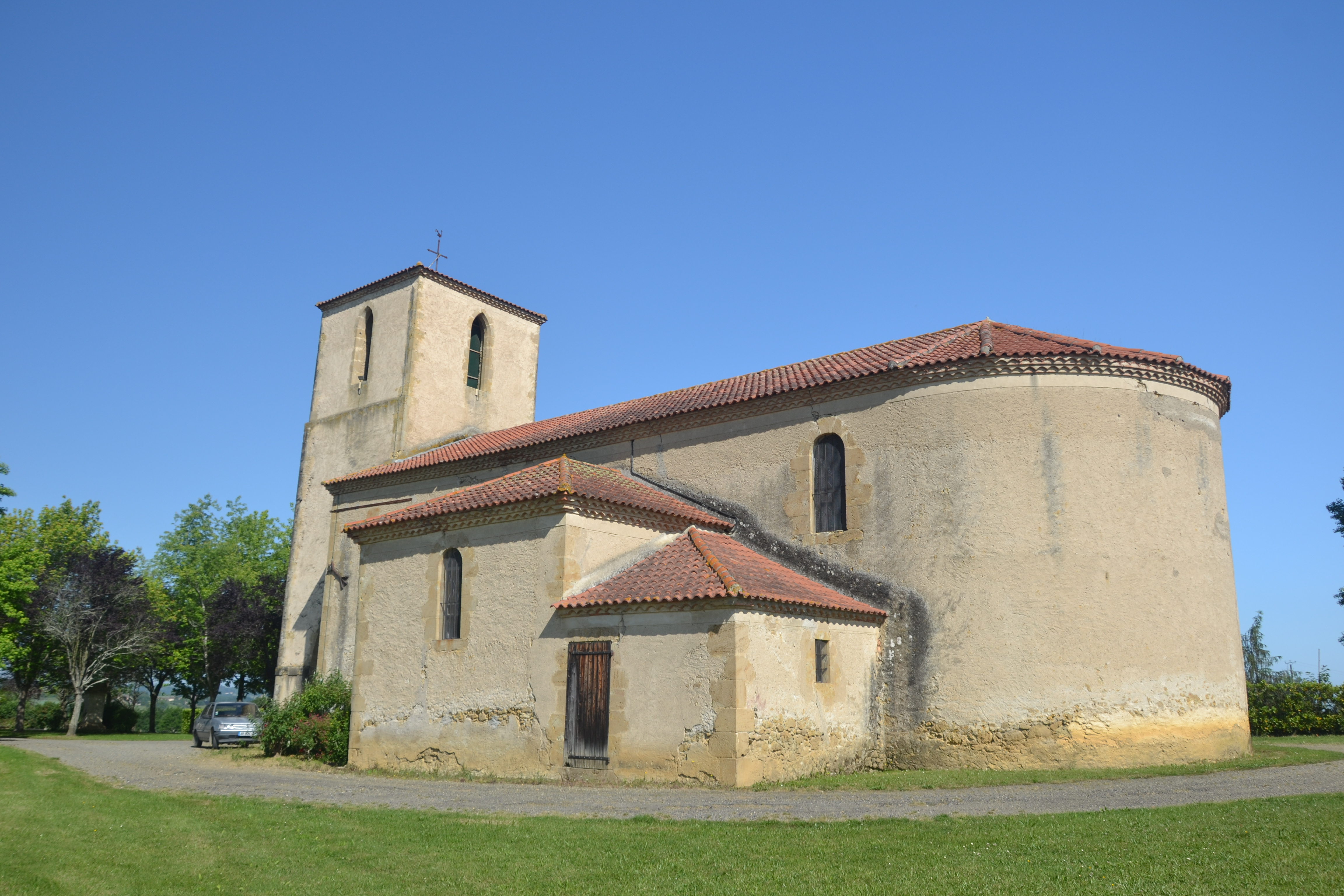
L'église.
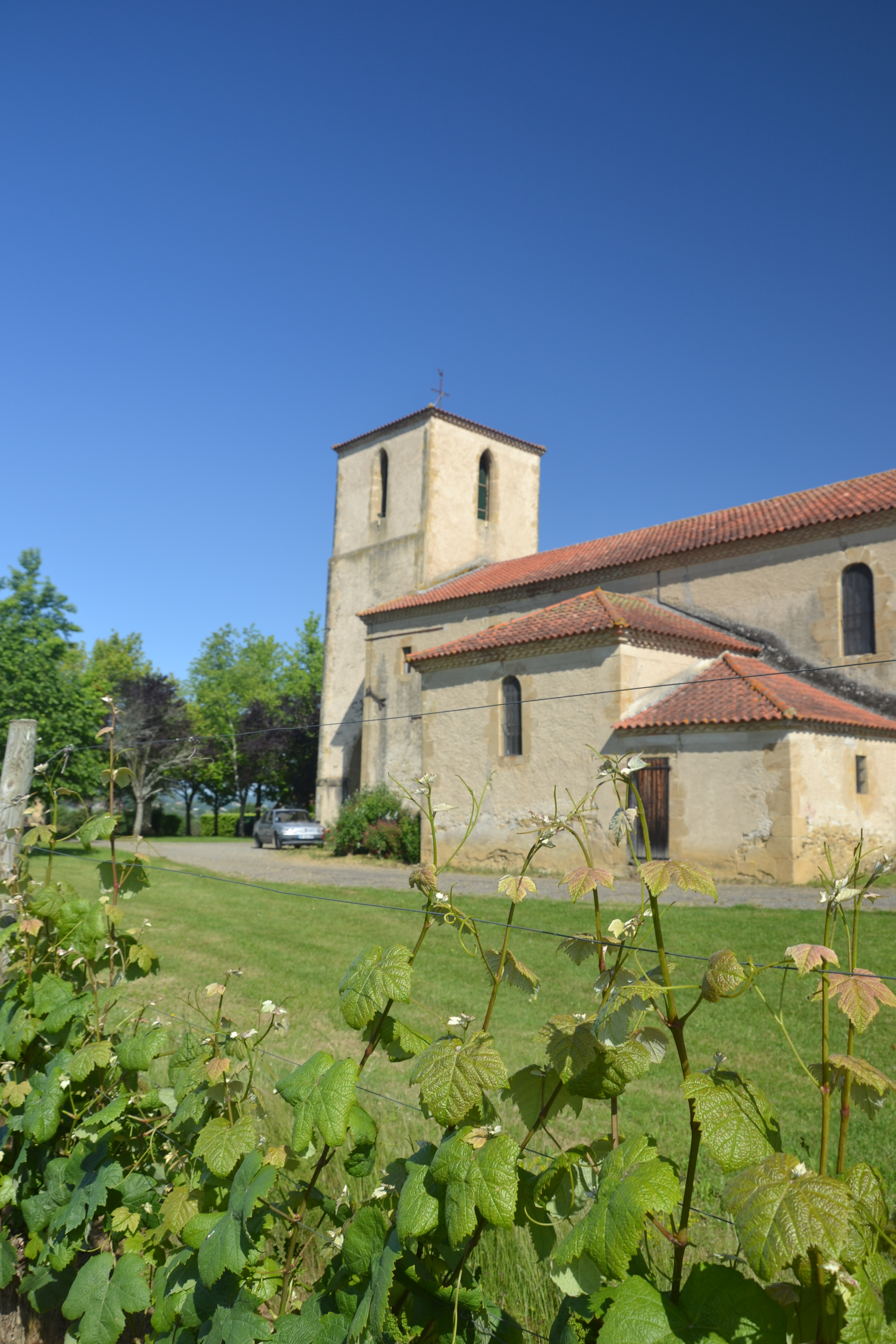
L'église vue depuis les vignes.
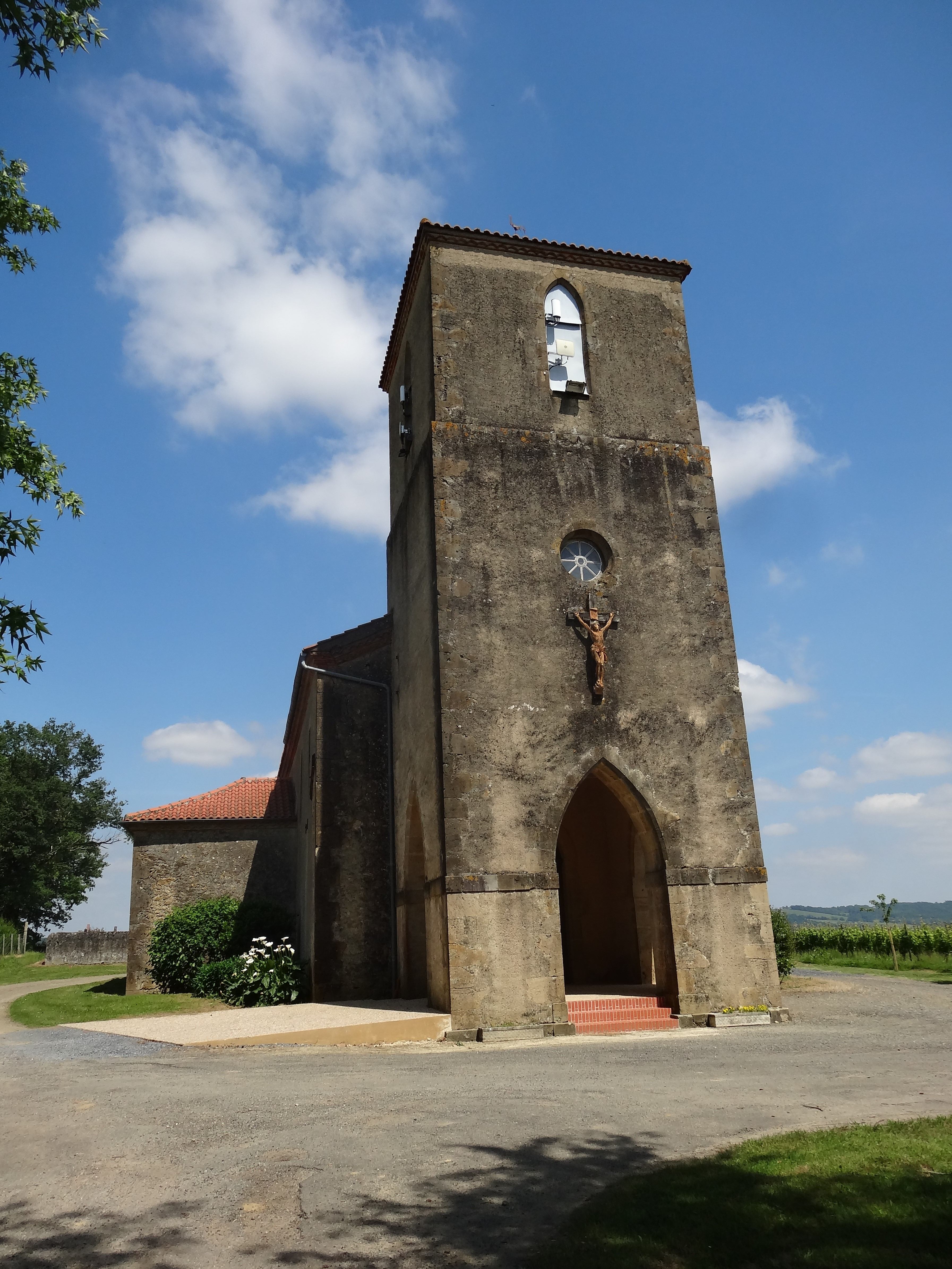
Le clocher-porche de l'église.
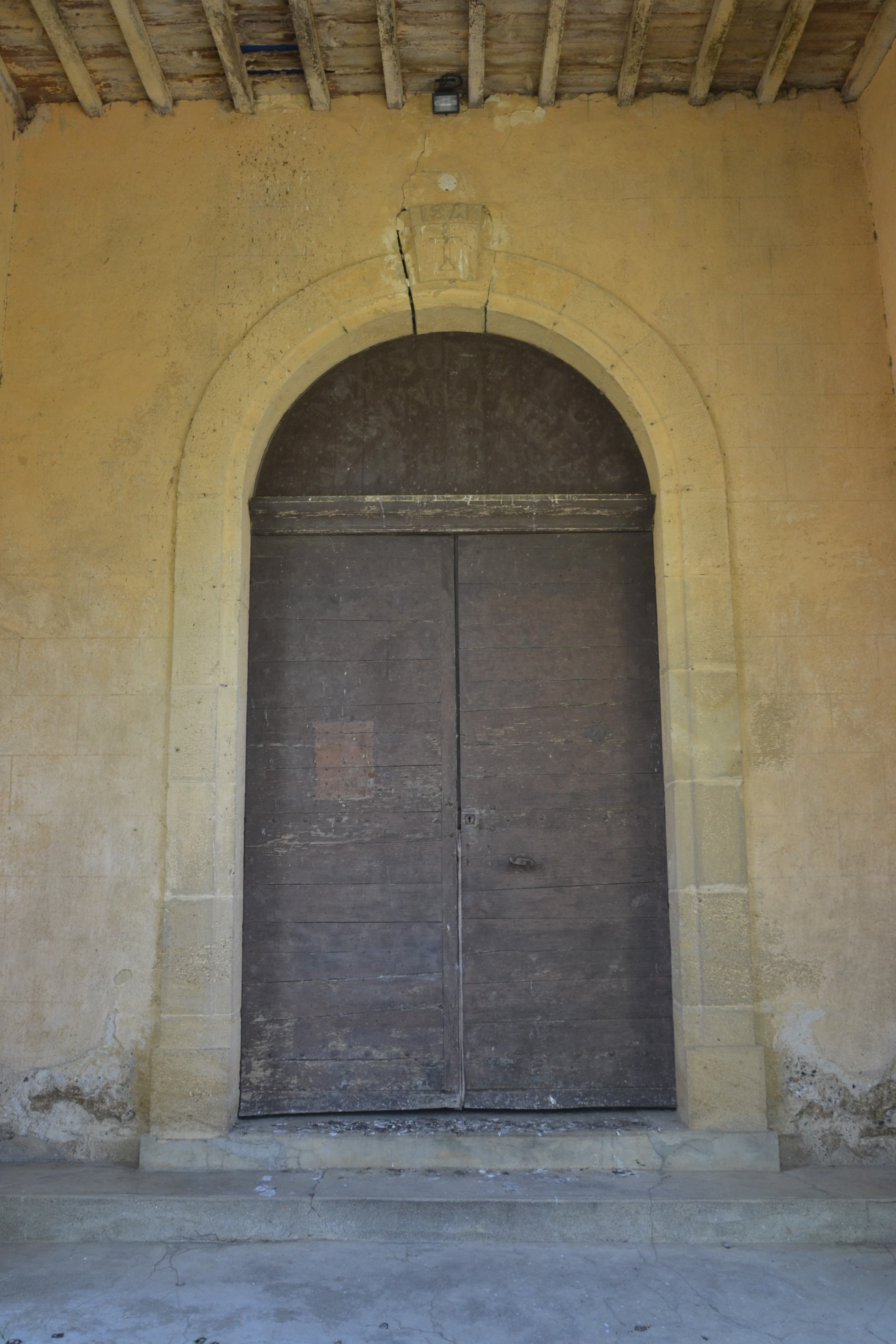
Le portail d'entrée.

- L'école est construite en 1886 ;
- Le château de Maumusson est un ensemble autour d'une ancienne tour (selon un inventaire national réalisé durant la révolution) transformé en pavillon de chasse, et restauré au XIXe siècle.

Autres lieux et monuments
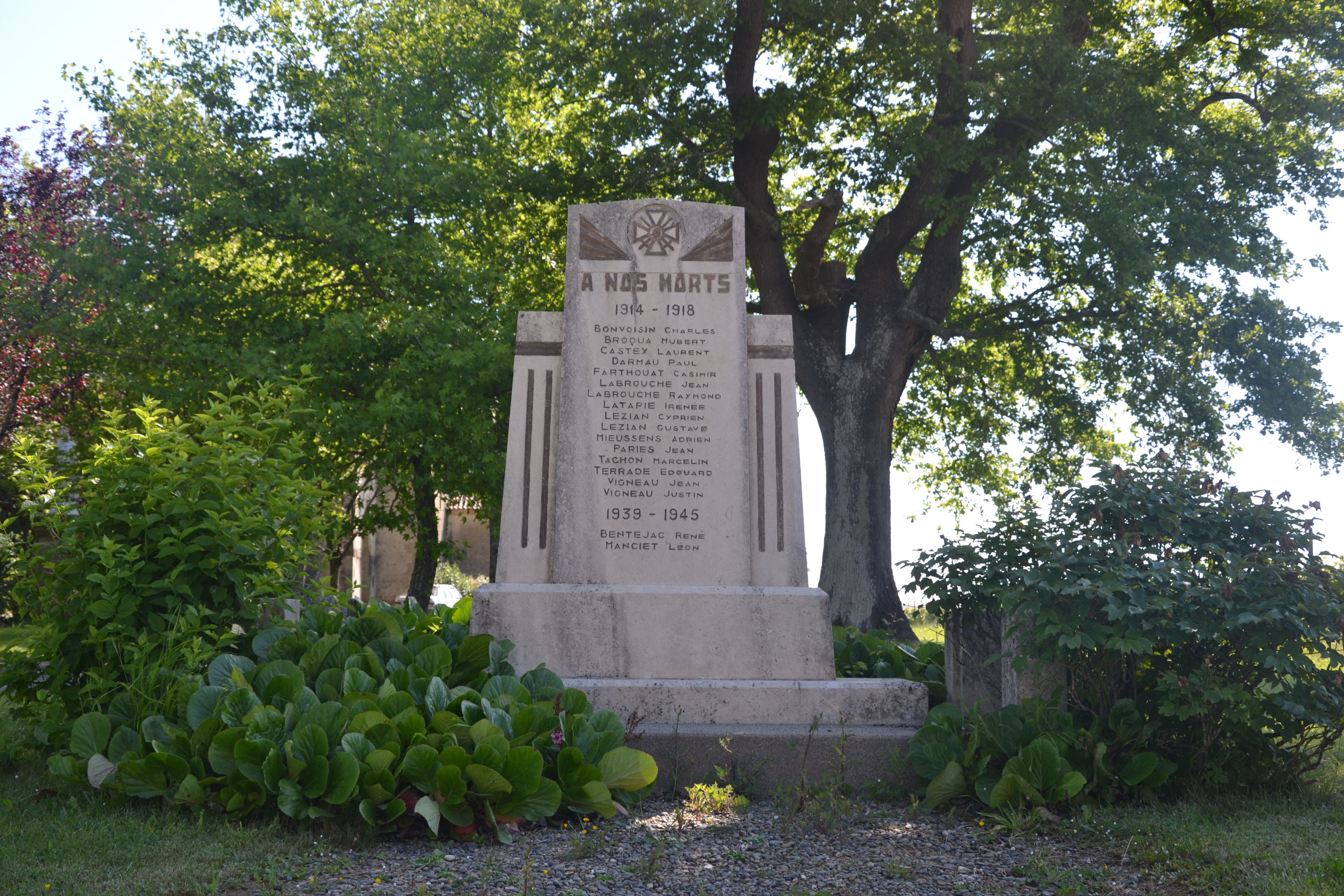
Monument aux morts.
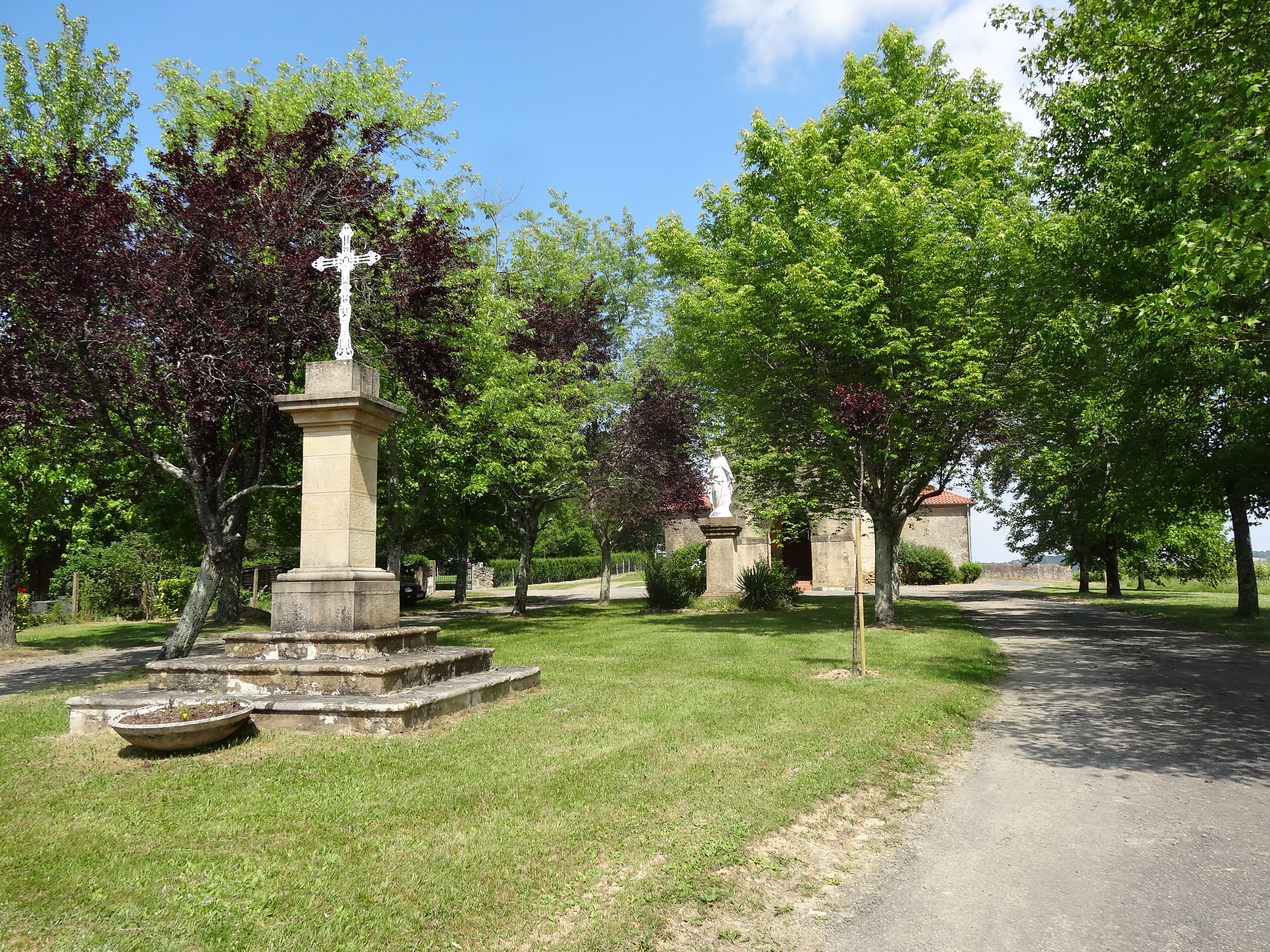
Croix et statue Ave Maria situées devant l'église.
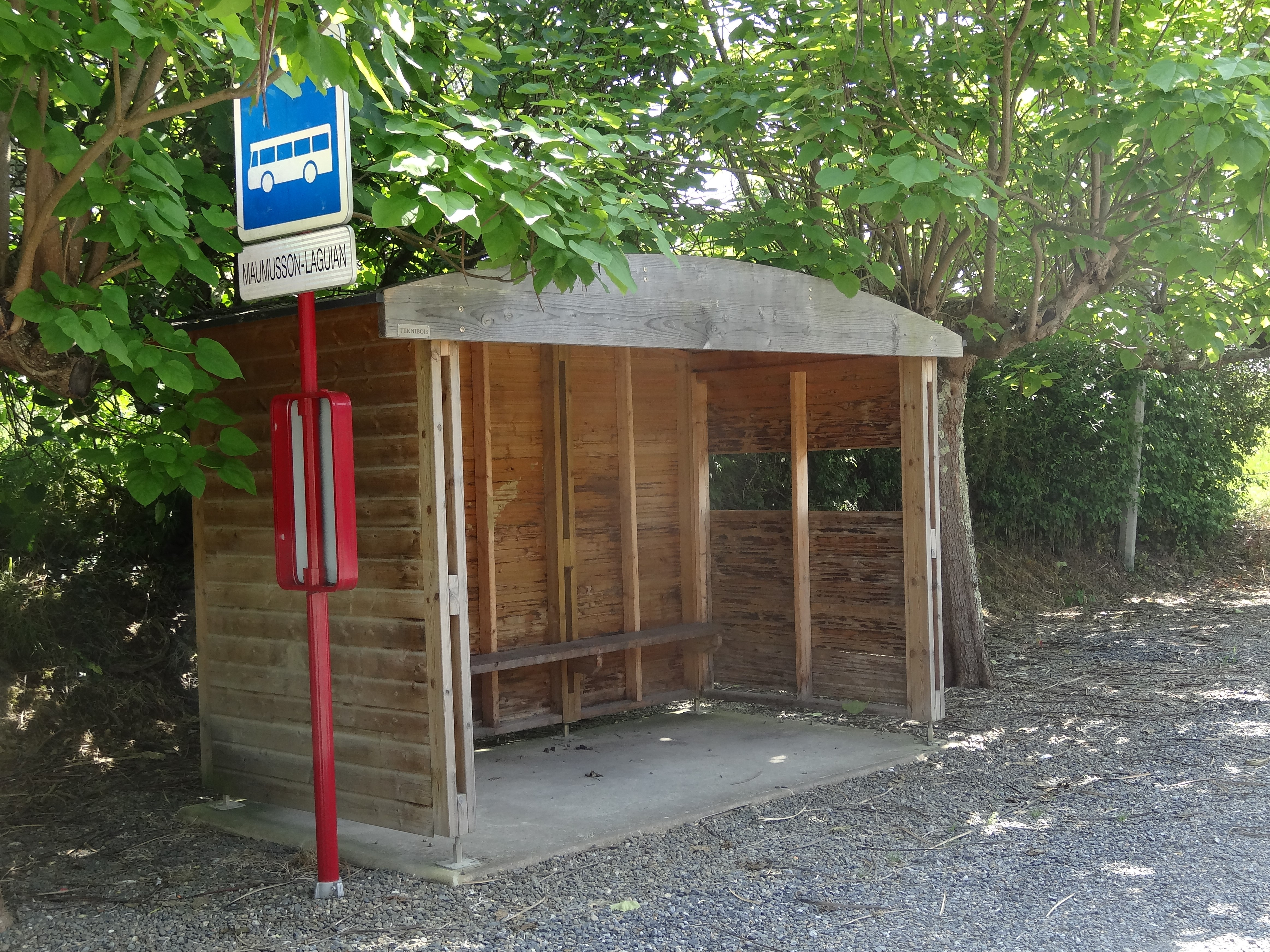
Arrêt de bus.
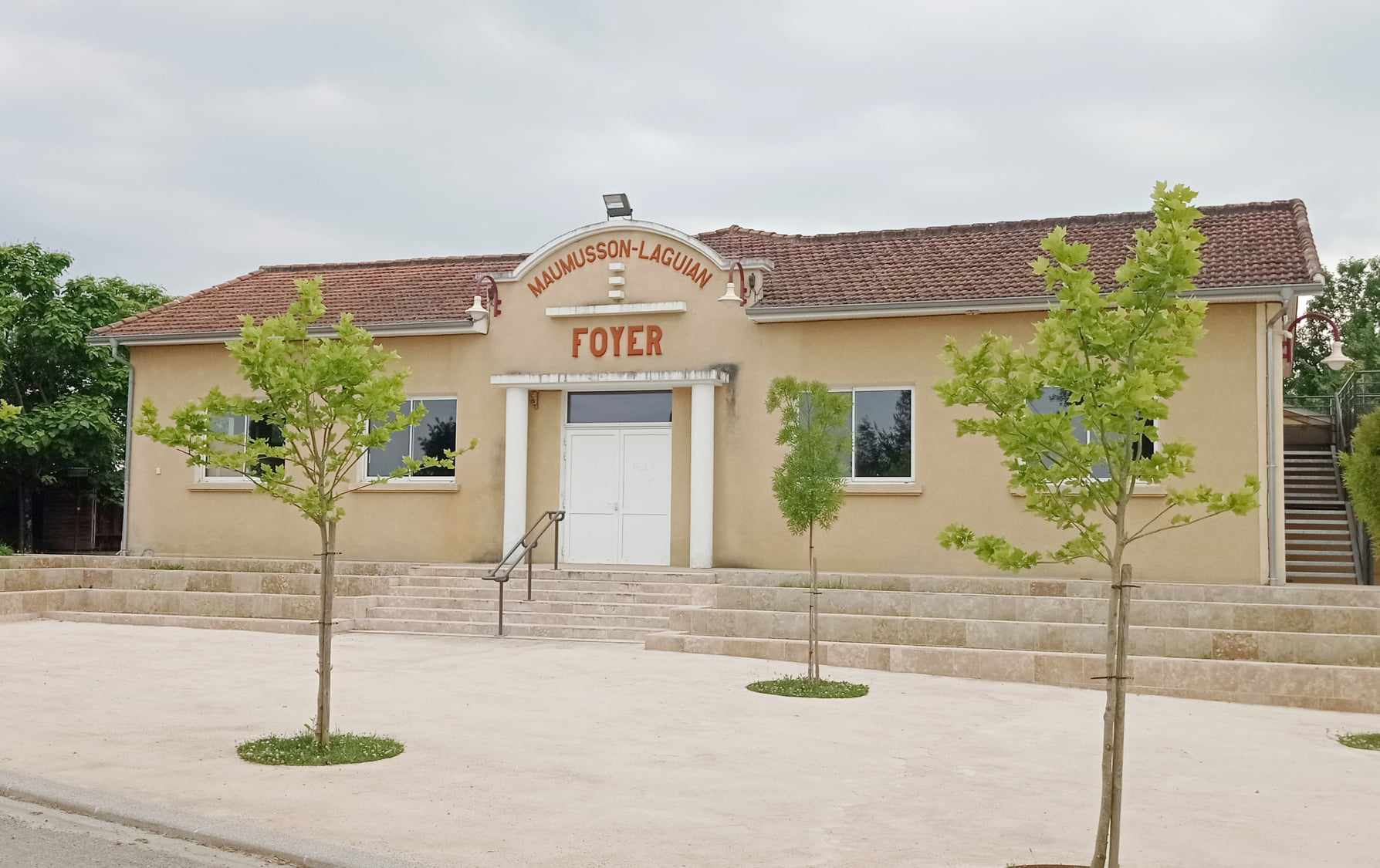
Le foyer rural de Maumusson-Laguian en 2024